# Isa Campo
Isa Campo est une scénariste et réalisatrice espagnole née en 1975 à Oviedo.

## Biographie
Collaboratrice d'Isaki Lacuesta dès son premier documentaire Cravan vs. Cravan en 2002, Isa Campo coécrit les scénarios de sept de ses films, et co-réalise avec lui La propera pell en 2016, prix Gaudí du meilleur film en langue catalane et du meilleur scénario.

## Filmographie

### Coscénariste
- 2009 : Los condenados d'Isaki Lacuesta
- 2010 : La noche que no acaba d'Isaki Lacuesta
- 2011 : Los pasos dobles d'Isaki Lacuesta
- 2011 : El cuaderno de barro d'Isaki Lacuesta
- 2014 : Murieron por encima de sus posibilidades d'Isaki Lacuesta
- 2016 : La propera pell d'Isaki Lacuesta et elle-même
- 2018 : Entre dos aguas d'Isaki Lacuesta
- 2022 : Un an, une nuit d'Isaki Lacuesta
- 2023 : Dos Madres (Sobre todo de noche) de Victor Iriarte
- 2024: L'Affaire Nevenka (Soy Novenka) d'Icíar Bollaín

### Coréalisatrice
- 2016 : La propera pell d'Isaki Lacuesta et elle-même

## Distinctions
- Goyas 2023 : Meilleur scénario adapté pour Un an, une nuit
- Médaille d'or du mérite des beaux-arts, décernée en 2023 par le Ministère de l'Éducation, de la Culture et des Sports espagnol[3]